# جزایر کازان

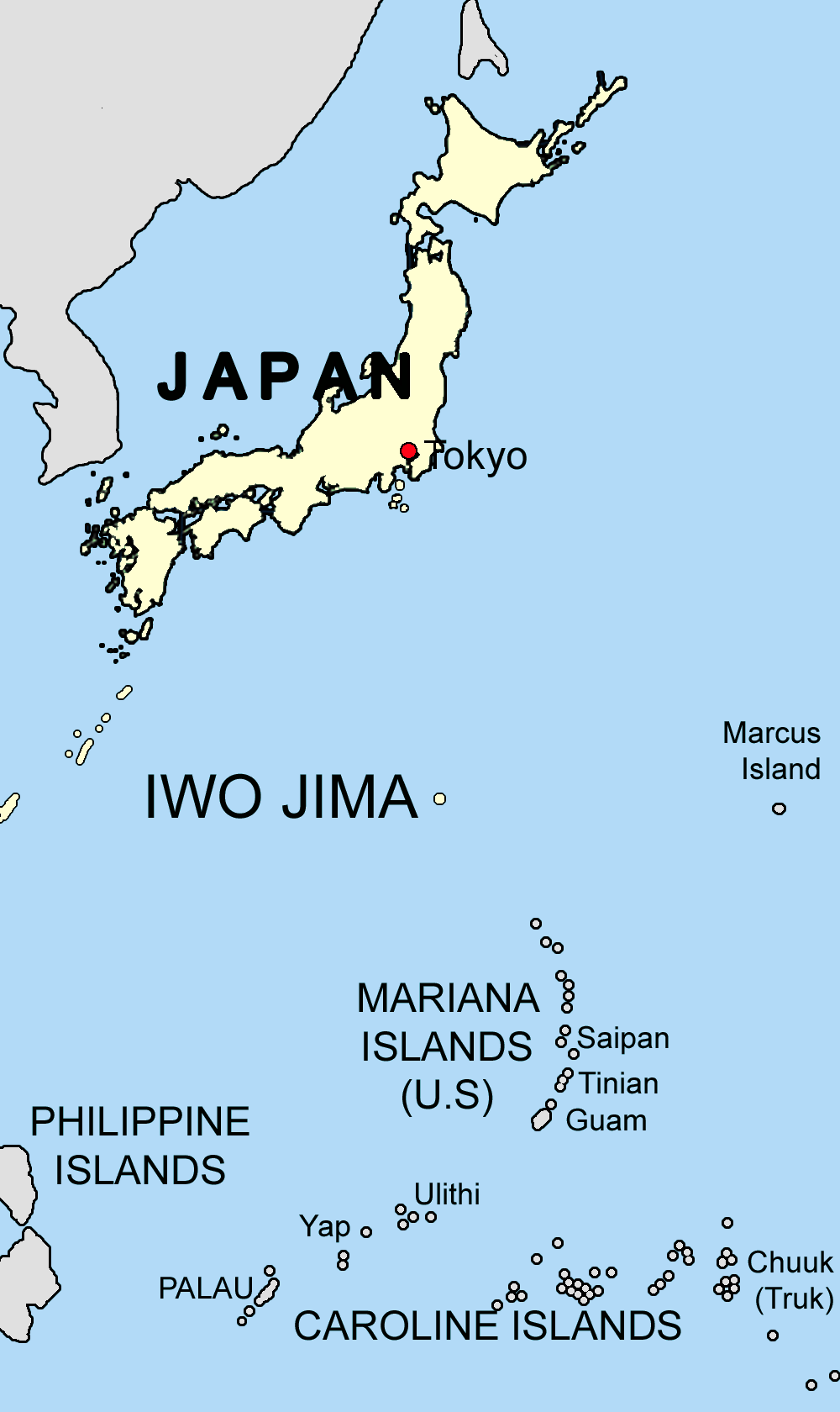
جزیره ایوجیما.

جزایر کازان (به ژاپنی: 火山列島 Kazan Rettō)نام سه جزیره آتشفشانی فعال (کازان در ژاپنی به معنای آتشفشان است.) در جنوبی‌ترین قلمروهای ژاپن و در جنوب جزایر اوگاساوارا است. 
این جزایر عبارت اند از:
1. جزیره کیتا ایووجیما (به ژاپنی: 北硫黄島 Kita-Iō-jima) که در زبان ژاپنی به معنی "جزیره گوگرد شمالی" است.
2. جزیره ایووجیما (به ژاپنی: 硫黄島 Iō-jima) که در زبان ژاپنی به معنی "جزیره گوگرد" است.
3. جزیره می‌نامی ایووجیما (به ژاپنی: 南硫黄島 Minami-Iō-jima) که در زبان ژاپنی به معنی "جزیره گوگرد جنوبی" است.

## تاریخ
این جزایر تا سال ۱۸۸۹ بدون سکنه بودند تا این که مهاجرانی ژاپنی از جزایر ایزو به دو جزیره شمالی (کیتا ایووجیما و ایووجیما) حرکت و در آنجا ساکن شدند ولی این سه جزیره در سال ۱۸۹۱ ضمیمه خاک ژاپن شدند.

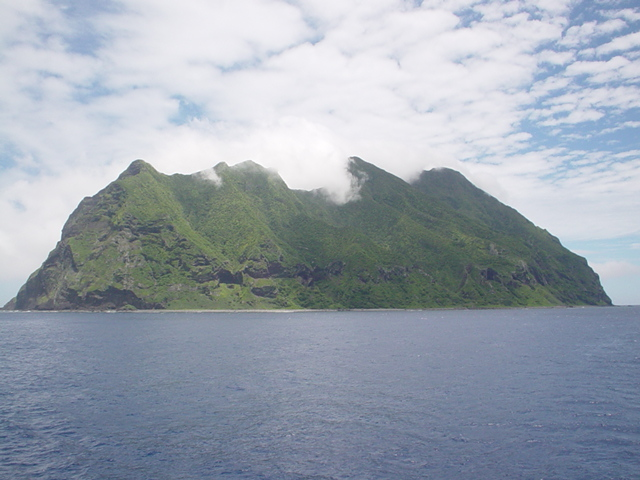
کیتا ایووجیما
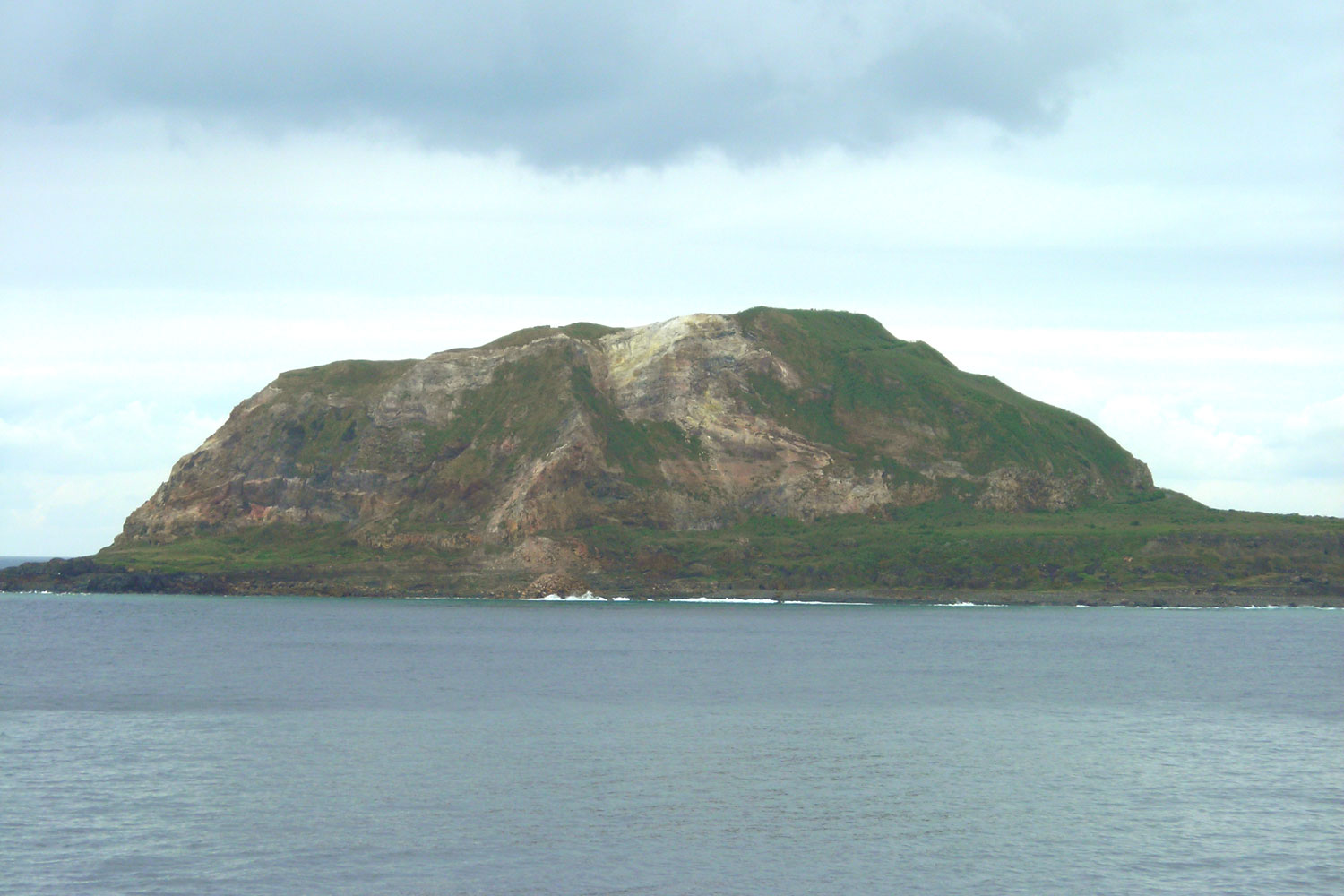
ایووجیما
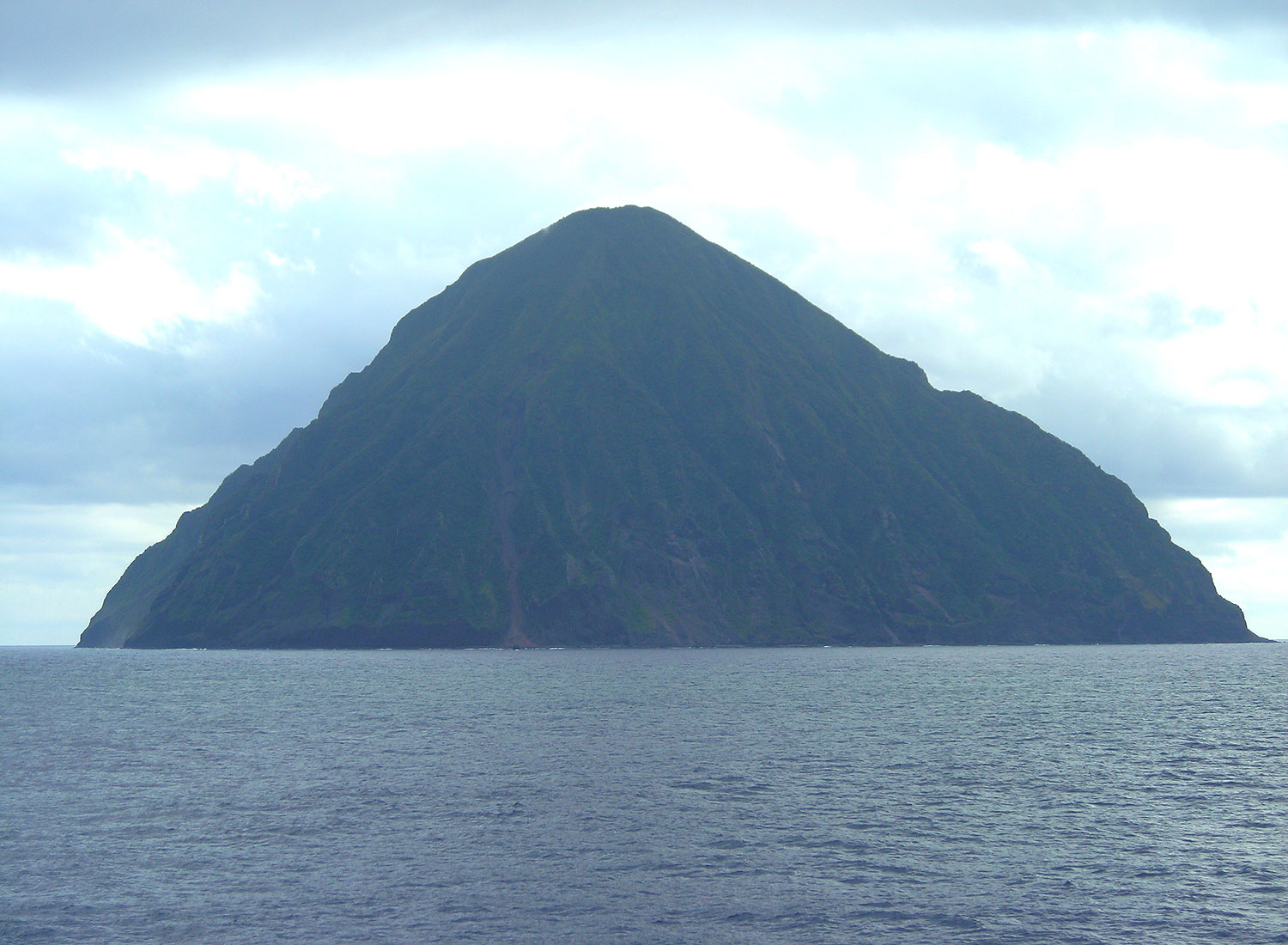
می‌نامی ایووجیما
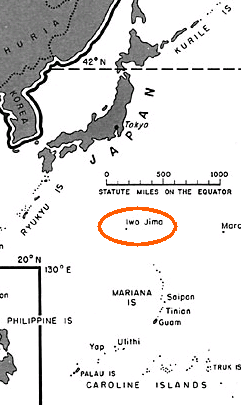
موقعیت ایوجیما نسبت به ژاپن